# 艾倫·艾維迪
艾倫·艾維迪（Alen Avdić，1977年4月3日—），是波赫的足球運動員，司職前鋒。

## 生涯
艾維迪曾效力多間歐洲球會，2001年往亞洲發展，足跡遍佈中日韓及伊朗，2009年重返母會塞拉耶佛，他曾在歐洲聯賽外圍賽對希爾星堡射入一球，但最後互射十二碼不敵出局。

## 國際賽
他曾代表國家隊上陣15場。

## 連結
- Cerclemuseum.be （页面存档备份，存于） （荷兰文）
- 艾倫·艾維迪在kleague.com上的出场纪录